# America’s Old Time Country Music Hall of Fame
Die America’s Old Time Country Music Hall of Fame ist eine US-amerikanische Ruhmeshalle, in die die bedeutendsten und erfolgreichsten Musiker der Hillbilly- und Old-Time-Musik aufgenommen werden. Sie existiert seit 1976 und hat ihren Sitz in Anita, Iowa. Berühmte Mitglieder sind unter anderem Jimmie Rodgers, Bill Monroe, Tex Ritter, Johnny Cash und George Jones.
Die Old Time Country Music Hall of Fame ist mit der Old-Time Fiddlers Hall of Fame assoziiert.

## Liste der Aufgenommenen
- Jimmie Rodgers
- Hank Williams
- Johnny Cash
- June & Jerry Campbell
- The Everly Brothers
- Patsy Montana
- Billy Grammer
- Tex Ritter
- Ragtime Rosie
- Smokey Smith
- Slim Whitman
- Bob Wills
- Spade Cooley
- Woody Guthrie
- Bill Monroe
- Roy Acuff
- Charlie Monroe
- Delbert & Elma Spray
- Jeannie C. Riley
- Kitty Wells
- Johnny and Jack
- Jimmy Martin
- Marvin Rainwater
- Claude Gray
- Chuck & Dian Stealman
- Rex Burdette
- Little Jimmy Dickens
- Jim & Jesse McReynolds
- The Carter Family, June Carter
- Wilma Lee Cooper
- Webb Pierce
- Doc Williams
- Boxcar Willie
- Carl Story
- Ernest Tubb
- Justin Tubb
- Janet McBridge
- Grandpa Jones
- Roger Miller
- Roy Rogers
- Dale Evans
- Tom & Bertha Swatzell
- Clyde Broadston
- Smiley Burnette
- Lonzo and Oscar
- Hank Snow
- Stringbean
- Gene Autry
- Cowboy Copas
- Hank Locklin
- The Louvin Brothers
- Montana Slim
- Clayton McMichen
- Riley Puckett
- Bill Craven
- Marty Robbins
- Jimmy Dean
- Roy Harper
- Burl Ives
- Uncle Dave Macon
- Bradley Kincaid
- Lulu Belle and Scotty
- Eddie Arnold
- Sherwin Linton
- Ed & Jolene Bullard
- Greta Elkin
- Johnny Western
- Buffalo Bill Cody
- Carl Smith
- Sons Of The Pioneers
- P.T. Barnum
- Earl Scruggs
- Jana Jae
- Lester Flatt
- Buck Owens
- Mac Wiseman
- Ralph Stanley
- DeFord Bailey
- Ben Steneker
- Bill Anderson
- Gordon Wilcox
- Rex Allen
- Bobby Bare
- Otto & Gina Amon
- Loretta Lynn
- Johnny Bond
- The Bailes Brothers
- Minnie Pearl
- Ramona Jones
- Roy Clark
- Dolly Parton
- Kenny Rogers
- Rose Maddox
- Doc Watson
- Conway Twitty
- The Blue Sky Boys
- Gid Tanner and his Skillet Lickers
- Porter Wagoner
- Pee Wee King
- Claude King
- George Jones
- Tom & Nancy Wills
- George Hamilton IV.
- Billy Walker
- Stonewall Jackson
- Paul Martinez
- Leroy Van Dyke
- Johnny Horton
- Hawkshaw Hawkins
- Wilburn Brothers
- Red Foley
- Homer and Jethro
- The Glaser Brothers
- Lefty Frizzell
- Faron Young
- Johnny Russell
- Carson Robison
- George Morgan
- Jimmy C. Newman
- Stew Clayton
- Brenda Lee
- Jack & Florence Arnold
- Birch Monroe
- James Monroe